# Acentronichthys leptos
Acentronichthys leptos és una espècie de peix de la família dels heptaptèrids i de l'ordre dels siluriformes.

## Morfologia
- Els mascles poden assolir 9,1 cm de longitud total.[4][5]

## Hàbitat
És un peix d'aigua dolça i de clima tropical.

## Distribució geogràfica
Es troba a Sud-amèrica: rierols costaners des de Rio de Janeiro fins a Santa Catarina (Brasil). També és present a São Mateus (Espírito Santo, Brasil).